# Nacho Aguayo
Nacho Aguayo Martín (Madrid, 3 de diciembre de 1979) es un diseñador español de alta costura, caracterizado por la elegancia de sus diseños.

## Resumen biográfico
Su carrera profesional comienza en el atelier de Felipe Varela, al mismo tiempo que estudia diseño en el Centro Superior de Diseño de Moda de la Universidad Politécnica de Madrid. Se forma en Madrid, Barcelona, Roma y en la Universidad Parsons de Nueva York. 
Tras una formación cualificada desempeña puestos de distinta responsabilidad en firmas como Springfield, Loewe, Grupo Inditex o Badgley Mischka en Nueva York. Carmen March fue su principal mentora, desde que se sumergiera junto a ella en su marca en diciembre de 2007.
En el año 2010, se inaugura su taller de costura, gracias al cual recoge grandes éxitos y consigue ser finalista de Who’s On Next de la revista Vogue durante dos años consecutivos en 2013 y 2014 junto a diseñadores como Juan Vidal. 
Compagina el trabajo en su propia firma y taller, con clases de moda como profesor en el IED (Instituto Europeo de Diseño), a la vez que continúa su andadura con Carmen March como director de diseño de Pedro del Hierro Madrid. Durante este período consigue el Premio Cosmopolitan 2013 y el premio PRIX de la Moda Marie Claire 2014. 
En el año 2015 después de cerrar su taller comienza una nueva etapa profesional en CH Carolina Herrera hasta que en mayo de 2016 vuelve al Grupo Cortefiel como director de diseño de Cortefiel y Pedro del Hierro mujer.
En 2016 fue padre por gestación subrogada.

## Premios y reconocimientos
- Finalista: Who's On Next de Vogue (2013)[5]
- Finalista: Who's On Next de Vogue (2014)
- Premio Cosmopolitan (2013)
- Premio PRIX de Marie Claire (2014)